# Paratritonia lutea
Paratritonia lutea is een slakkensoort uit de familie van de Tritoniidae. De wetenschappelijke naam van de soort is voor het eerst geldig gepubliceerd in 1949 door Baba.